# رخصة الوصول إلى الشبكة

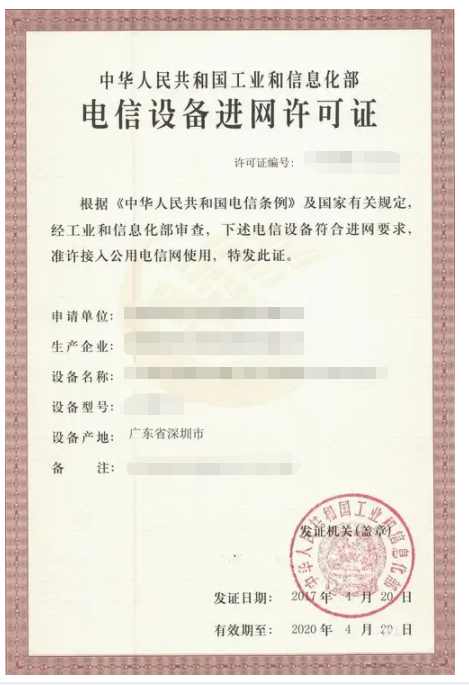
ترخيص الوصول إلى الشبكة للاتصالات

رخصة الوصول إلى الشبكة (بالإنجليزية: Network Access License)‏ شيء إلزامي لمعدات الاتصالات السلكية التي تصدر أو تباع في الصين. هذه الرخصة تطبق على معدات الاتصالات المتصلة بشبكة الاتصالات العامة. للحصول على رخصة الوصول إلى الشبكة، يجب تقديم وثيقة لوزارة الصناعة والتكنولوجيا في بكين.
من بين أمور أخرى، وزارة الصناعة والتكنولوجيا مسئولة عن اللائحة الصينية وتطوير الإنترنت والوايفاي، والإذاعة، والاتصالات وإنتاج السلع الإلكترونية والمعلومات، والترقية لاقتصاد المعلومات القومي.